# Actenoides
Az Actenoides a madarak osztályának szalakótaalakúak (Coraciiformes) rendjébe, ezen belül a  jégmadárfélék (Alcedinidae) családjába tartozó nem.

## Rendszerezés
A nemet Charles Lucien Jules Laurent Bonaparte írta le 1850-ben, az alábbi 6 faj tartozik ide:
- celebeszi halción (Actenoides monachus)
- hegyi halción (Actenoides princeps)
- bajszos halción (Actenoides bougainvillei)
- cseppfoltos halción (Actenoides lindsayi)
- mindanaói halción (Actenoides hombroni)
- maláj halción (Actenoides concretus)

## Előfordulásuk
Délkelet-Ázsiában honosak. A természetes élőhelyük szubtrópusi és trópusi esőerdők. Állandó nem vonuló fajok.

## Megjelenésük
Testhossza 24-32 centiméter közötti.

## Életmódjuk
Főleg ízeltlábúakkal táplálkoznak, de egyes fajok fogyasztanak gerincteleneket és kisebb gerinceseket is.